# Gamme synthétique
En musique, une gamme synthétique est une gamme dérivée d'une gamme majeure diatonique par l'altération d'un de ses degrés en montant ou descendant d'un demi-ton.
Le compositeur Ferruccio Busoni est le premier à avoir étudié ces gammes. Leur nombre et leur variété ont été précisés plus tard par Murray Barbour qui a utilisé le même procédé pour les gammes non heptatoniques (ayant plus ou moins de sept notes).
Ces ensembles de notes dits « synthétiques » servent de base mélodique et/ou harmonique pour construire un passage musical. Cependant, ces gammes qui se comptent par milliers font dire à Murray Barbour que « leur intérêt est davantage théorique que pratique ».

## Gamme de Prométhée

Gamme de Prométhée en partant de do : c'est une gamme par tons dont un des degrés est altéré

En partant de do, la gamme de Prométhée est constituée des notes do ré mi fa♯ la si♭. En ajoutant un sol à l'échelle, on peut se retrouver avec le mode Lydien ♭7, le quatrième degré de l'échelle mineure mélodique.. Cette gamme est définie par les intervalles 2, 2, 2, 3, 1, 2.
L'accord mystique de Scriabine, représentant la gamme de Prométhée, est un exemple d'accord synthétique : il est construit sur une gamme par tons dont un degré est altéré.